# Zygaenosia medioplaga
Zygaenosia medioplaga är en fjärilsart som beskrevs av Rothschild och Jordan 1901. Zygaenosia medioplaga ingår i släktet Zygaenosia och familjen björnspinnare. Inga underarter finns listade i Catalogue of Life.